# Outlaw Gentlemen & Shady Ladies
Outlaw Gentlemen & Shady Ladies är det femte albumet av Volbeat, utgivet 2013.

## Låtlista
1. Let's Shake Some Dust - 1:28
2. Pearl Hart - 3:28
3. The Nameless One - 3:53
4. Dead But Rising - 3:36
5. Cape Of Our Hero - 3:50
6. Room 24 - 5:06
7. The Hangman's Body Count - 5:16
8. My Body - 3:42
9. Lola Montez - 4:29
10. Black Bart - 4:49
11. Lonesome Rider - 4:06
12. The Sinner Is You - 4:16
13. Doc Holliday - 5:47
14. Our Loved Ones - 4:50